# De Zoon van Nero
 De Zoon van Nero  is het 36ste stripverhaal van Nero. De eerste negen klassieke avonturen verschenen onder de titel De avonturen van detective Van Zwam. Dit album verscheen onder de definitieve titel De avonturen van Nero & Co die tot het laatste album gebruikt zal worden. De reeks wordt getekend door striptekenaar Marc Sleen. Het Volk publiceerde voorpublicaties tussen 14 september 1959 en 10 januari 1960.

## Plot
De ooievaar is bij Nero langsgekomen en het is een zoontje geworden. Hij praat als een volwassenen, verkiest een pijp boven een fopspeen en een pintje bier boven een fles melk. De enige eigenschap die hij met andere baby’s deelt, zijn de huilbuien. Alle voorstellen voor een naam veegt hij van tafel. De piepjonge nakomeling van Nero beslist om zelf zijn naam te kiezen: “Adhemar zal ik heten, Adhemar en niets anders!”.
Pas vier dagen jong, trekt Adhemar de wijde wereld in, maar die blijkt wel heel erg groot voor zo’n klein ventje. Petoetje neemt hem mee naar zijn laboratorium om er wat te spelen, maar wordt er zelf onderwezen door de kleine Adhemar. De volgende dag verwezenlijken beiden hun plannen in de tuin van Nero: een boortoren en een nieuwe boorspits, een nieuwsoortige rolbeitel die petroleum kan zoeken tot een diepte van 600 meter. Er wordt petroleum ontdekt en Nero’s woning wordt omgebouwd tot een tankstation. Na een akkoordje met de regering wordt vanuit een pijplijn gelegd naar de reuzeopslagplaatsen in Vilvoorde en
Kobbeghem.
Het nieuws bereikt uiteraard Koeweit. België heeft de petroleumleveringen stopgezet. Een huurmoordenaar, Grote Sjhaak, wordt op Adhemar afgestuurd. Maar Adhemar weet niet alleen te ontkomen aan Sjhaak, de jonge spruit verzorgt ook zijn verwondingen na diens val uit het raam. Grote Sjhaak blijkt getroffen door de Vlaamse goedheid en is vergevingsgezindheid en biedt zich aan als persoonlijke lijfwacht van Adhemar. Ondanks de bodyguard weten twee zwarte mannen met puntmutsen Adhemar te ontvoeren. In een poging om zijn fout te herstellen, gaat Sjhaak op zoektocht naar de ontvoerde baby. Hij wordt echter overmeesterd en naar Koeweit teruggestuurd waar hij in de kerker wordt opgesloten. Alle verdenkingen met betrekking tot de ontvoering wijzen maar één kant uit: Koeweit. Van Zwam, Nero, Petoetje en Petatje als verstekeling trekken naar deze Arabische staat. Nero en Van Zwam belanden echter in de gevangenis bij Grote Sjhaak. Het zijn Petoetje en Petatje die met de hulp van het paard van Sint-Niklaas erin slagen de vrienden te bevrijden. Met het vliegtuig van Zwarte Piet vliegen Nero en co terug naar België. Grote Sjhaak weet aan de hand van de “madolle” van zijn grootvader het huis van de ontvoerders terug te vinden. Na tal van pogingen om binnen te raken, weten de gemaskerde daders weg te vluchten. Nero is de wanhoop nabij.
Wanneer de Pheipen terugkeren uit vakantie aan de Azurenkust, weerklinkt plots het gehuil van een kind uit hun koffer, waarop de twee het op een lopen zetten. Jaloezie om de geleerde zoon dreef hen tot de ontvoering van Adhemar. Berouw en vergiffenis worden betuigd en een slotbanket volgt. Zelfs de grote sjeik voorzien van kostbare geschenken schuift aan. Nero’s oliebron komt immers leeg te staan. Eind goed, al goed. Tot Madam Pheip plots bedenkt dat de
dokter die de ontvoering van Adhemar ontdekt had, nog steeds opgesloten zit in hun kelder.

## Achtergronden bij het verhaal
- Met het album De Zoon van Nero verschijnt voor het eerst Adhemar ten tonele.